# سنترویل، شهرستان یل، آرکانزاس
سنترویل (به انگلیسی: Centerville) یک منطقهٔ مسکونی در ایالات متحده آمریکا است که در شهرستان یل، آرکانزاس واقع شده‌است. سنترویل ۱۰۴٫۸۵ متر بالاتر از سطح دریا واقع شده‌است.